# Fútbol Club Las Tunas
Maillots
Actualités
Dernière mise à jour : 31 décembre 2019.
Le Fútbol Club Las Tunas est un club de football cubain basé à Manatí, dans la province de Las Tunas.

## Histoire
Fondé en 1978, le FC Las Tunas atteint la 3e place du championnat cette même année. Il devra attendre la saison 2004-05 pour remonter sur le podium. C'est jusqu'à présent la meilleure position du club en championnat.
Lors de la dernière journée du championnat 2017, à l'occasion du match CF Camagüey-FC Las Tunas, les Tuneros se voient impliqués dans une agression envers l'arbitre de la rencontre, Marcos Brea, qui finit par expulser quatre joueurs à la suite de ces incidents.

## Personnalités historiques du club

### Joueurs

#### Principaux joueurs (tous les temps)
- Geovannis Ayala
- Maikel Celada
- Ramón Núñez Armas
- Julio Pichardo

### Entraîneurs
- Alain Delfín Labrada[4] (??-2004-2005-??)
- Alain Delfín Labrada[5],[6],[7],[8] (2009-2013)
- Manuel Cutiño Contreras[9] (2014)
- Rewal Ochoa Martínez[10],[11],[12] (2015-2017)
- Alain Delfín Labrada[13] (2017-2019)
- Eder Bood Martínez[14] (2019-)